# Protohvězda

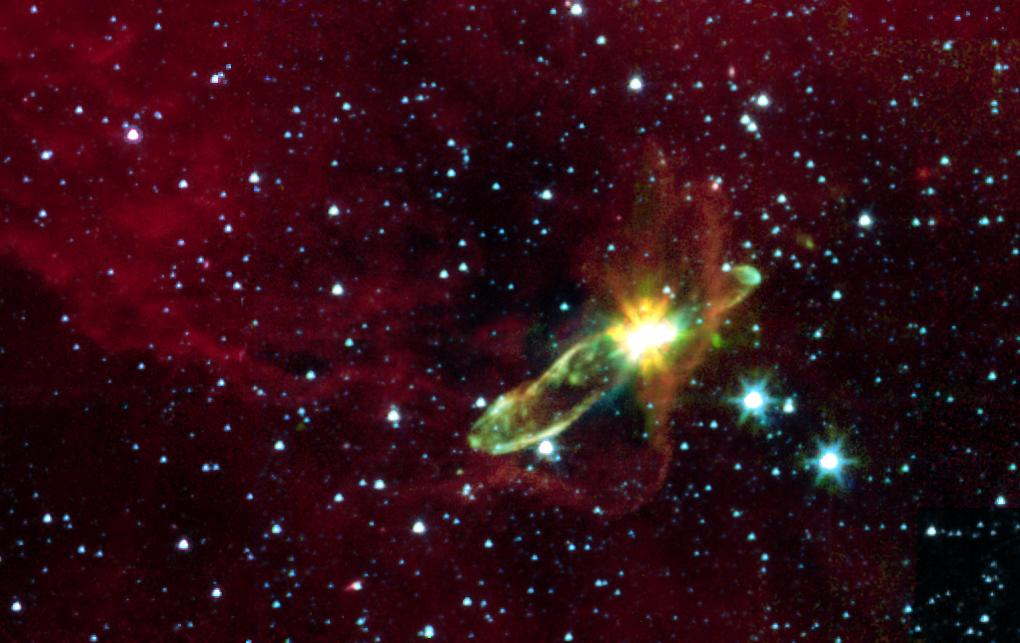
Fotografie protohvězdy Herbig-Haro 46/47 pořízená Spitzerovým vesmírným dalekohledem v v blízké infračervené části spektra. Podařilo se tak nahlédnout pod temnou mlhovinu, která zárodek hvězdy zpravidla obklopuje a zakrývá

Protohvězda, prahvězda nebo globule je velmi mladý objekt, který stále nabírá hmotu ze svého mateřského molekulárního mračna. Protohvězdná fáze je nejranější fází v procesu vývoje hvězd, která u hvězdy s nízkou hmotností (tj. do hmotnosti Slunce) trvá asi 500 000 let. Fáze protohvězdy začíná, když se fragment molekulárního mračna působením gravitace zhroutí a uvnitř se vytvoří neprůhledné jádro. V okamžiku, kdy protohvězda ukončí akumulaci materiálu z okolí, přechází do fáze hvězdy před hlavní posloupností, která se dále smršťuje, až dojde k zažehnutí fúze vodíku na helium a objekt se stane hvězdou hlavní posloupnosti.
Protohvězdy se v HR-diagramu nacházejí napravo od Hajašiho limitu, hvězdy před hlavní posloupností nalevo.
Protohvězdám o hmotnosti Slunce typicky trvá vývin z kondenzujícího se mračna do hvězdy hlavní posloupnosti asi 10 miliónů let. Protohvězda o hmotnosti 15 Sluncí se vyvíjí mnohem rychleji, dosáhnout hlavní posloupnosti se jí obvykle podaří už za 100 000 let.
Protohvězdy se formují kontrakcí jader obřích molekulových mračen mezihvězdné hmoty. Pozorování odhalilo, že se obří molekulová mračna nacházejí přibližně ve stavu virální rovnováhy – celková gravitační vazebná energie mračna je vyrovnána s kinetickou energií jeho molekul.
Jakákoliv porucha v mračně však může stav rovnováhy narušit. Příkladem takové poruchy jsou rázové vlny ze supernovy, změny hustoty poblíž spirálních ramen galaxie nebo těsné setkání či kolize s jiným mračnem. Nezávisí na zdroji poruchy, pokud je dostatečně rozsáhlá, může způsobit, že v části mračna převládne gravitační síla nad tepelnou kinetickou energií.
Britský fyzik Sir James Jeans se zabýval detaily tohoto jevu. Prokázal, že při jistých podmínkách by se mračno nebo jeho část vskutku mělo začít smršťovat podle tohoto scénáře. Odvodil vzorce pro výpočet hmotnosti a velikosti, jichž by mračno mělo v závislosti na své hustotě a teplotě dosáhnout, aby mohlo gravitační smršťování začít. Tato kritická hmotnost je známa jako Jeansova hmotnost. Je dána následujícím vztahem:
{\displaystyle M_{j}={\frac {9}{4}}\times \left({\frac {1}{2\pi n}}\right)^{\frac {1}{2}}\times {\frac {1}{m^{2}}}\times \left({\frac {kT}{G}}\right)^{\frac {3}{2}}}
kde n je koncentrace částic (počet částic v jednotce objemu), m je hmotnost 'průměrné' plynové částice v mračnu a T je teplota plynu.

## Fragmentace

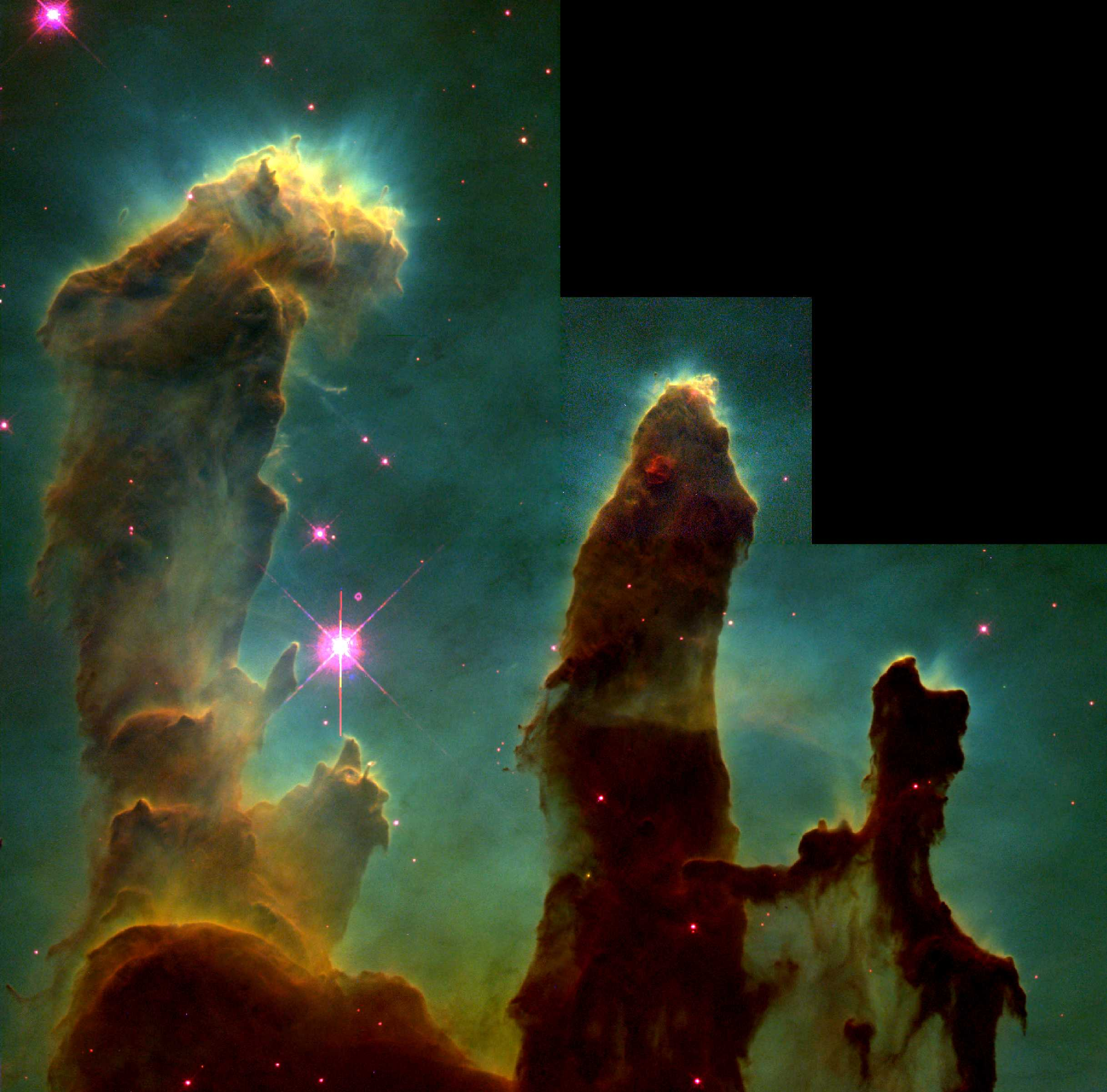
Pilíře v Orlí mlhovině, kde vznikají nové hvězdy. Snímek pořídil HST.

Hvězdy se často nacházejí ve skupinách nazývaných kupy, jejichž složky se začaly tvořit přibližně ve stejnou dobu. Drobné rozdíly lze vysvětlit, uvážíme-li, že se jednotlivé části mračna nesmršťují stejnou rychlostí. Vskutku, jak poprvé upozornil Richard Larson, v obřích molekulových mračnech, v nichž se formují hvězdy, jsou vesměs pozorovány v různých měřítkách turbulentní proudy. Tyto proudy stlačují plyn ve vlnách, což uvnitř mračna vytváří vlákna a neforemné struktury v široké škále velikostí a hustot. Tento proces je nazýván turbulentní fragmentací. Některé ze struktur překročí Jeansovu hmotnost a stanou se gravitačně nestabilními. Mohou pak podlehnout další fragmentaci a dát vznik jednomu nebo několika hvězdným systémům.
Ať už z jakýchkoliv příčin, mračna se dělí na menší hustší oblasti, které se mohou dále dělit na ještě menší oblasti, takže výsledkem je kupa protohvězd. To dobře souhlasí s pozorováním, neboť hvězdokupy jsou běžné.

## Zahřívání gravitačním smršťováním
Jak mračno pokračuje ve smršťování, jeho teplota se zvyšuje.
Příčinou nejsou nukleární reakce, ale přeměna gravitační energie na tepelnou kinetickou energii. Když se u částice (atomu či molekuly) zmenší jeho vzdálenost od středu smršťující se části mračna, je výsledkem snížení jeho gravitační energie. Celková energie částice však musí zůstat konstantní, takže snížení gravitační energie je vyrovnáno zvýšením energie kinetické. To lze prezentovat jako zvýšení tepelné energie, a tedy teploty mračna. Čím více se mračno smrští, tím více se zvýší teplota.
Srážky mezi molekulami je často zanechávají v excitovaném stavu, při návratu na nižší hladinu energie pak dochází k emisi záření často charakteristických frekvencí. Při teplotách, o nichž mluvíme (10 až 20 kelvinů) je to záření v mikrovlnné nebo infračervené oblasti spektra. Únik většiny záření brání prudkému nárůstu teploty mračna.
Jak se však mračno smršťuje, koncentrace molekul roste a postupem času začne bránit unikání záření. Plyn se stane pro záření neprůhledný a teplota uvnitř mračna tak může narůstat mnohem rychleji.
Fakt, že se mračno stane neprůhledné pro infračervené záření, činí přímé pozorování obtížným. Je nezbytné sledovat alespoň dlouhé rádiové vlny, které unikají i z nejhustších mračen. K pochopení dějů je nutno využívat rovněž teorie a počítačových modelů vytvořených na jejím základě.